# Колла, Ашиль
Ашиль Колла (фр. Achille Collas; 1795—1859) — французский гравёр, инженер и изобретатель особого рода машинного гравирования на стали и меди, названного по его имени «способом Колла» и бывшего очень удобным для воспроизведения монет, медалей, медальонов, резных камней и барельефов, и машины для копирования скульптур в уменьшенном масштабе (подобия пантографа, так называемой «réduction mécanique», которая могла работать не только с бронзой, но и с деревом, слоновой костью и другими материалами. Ему приписывается «изменение всей бронзовой промышленности».
Родился в Париже, работал инженером, затем служил в армии Первой империи, после чего до конца жизни занимался изобретательством. Никогда не был женат. В 1838 году создал совместно с Фердинандом Барбедиенном компанию для производства уменьшенных копий скульптур; на Всемирной выставке 1851 года и затем 1855 года эта компания была удостоена медалей.
По способу Колла и под его руководством было издано сочинение «Trésor de Numismatique et de Glyptique, ou recueil général de médailles, monnais, pierres gravées, basreliefs etc., tant anciens que modernes, les plus intéressants sous le rapport de l’art et de l’histoire» (Париж, 1834).